# Barx
Barx è un comune spagnolo di 1 207 abitanti situato nella comunità autonoma Valenciana.